# Espeletiopsis
Espeletiopsis é um género botânico pertencente à família Asteraceae.